# Formgedächtnismaterial
Ein Formgedächtnismaterial ist ein Werkstoff, der nach einer Verformung in seiner inneren Struktur noch die Information der ursprünglichen Gestalt in sich trägt. Bei einer geeigneten Energiezufuhr, meist durch Erwärmen, nimmt das Material dann die ursprüngliche Gestalt wieder an. Dabei verrichten die Materialien mechanische Arbeit. Sie zählen zu den Funktionswerkstoffen und den intelligenten Werkstoffen (smart materials). Erfolgt die Formänderung durch Temperaturerhöhung, nennt man das Material auch  thermostriktives Material.
Besonders bedeutend sind die Formgedächtnislegierungen, die metallische Werkstoffe sind und bereits medizinische Anwendungen haben. Es gibt aber auch Formgedächtnispolymere und Formgedächtniskeramiken. Diese bestehen aus Metalloxiden, beispielsweise aus einem Mischoxid mit Tantal, Yttrium, Zirkonium und Hafnium.